# Gemeine Strandkrabbe
Die Gemeine Strandkrabbe (Carcinus maenas), auch einfach Strandkrabbe genannt, ist eine sehr häufige Krabbenart an gemäßigten und subtropischen Küsten. Ihr ursprüngliches Verbreitungsgebiet ist die Atlantikküste Europas und Nordafrikas, doch wurde sie durch die Wirkung des Menschen in anderen Regionen eingeschleppt, so dass sie inzwischen als fast weltweit verbreitet gilt. Sie ist ein anpassungsfähiger Allesfresser, lebt in Salz- und Brackwasser und kann als so genannte invasive Art an Orten außerhalb ihrer angestammten Heimat einen großen Einfluss auf die Zusammensetzung der einheimischen Tier- und Pflanzenwelt haben.

## Merkmale

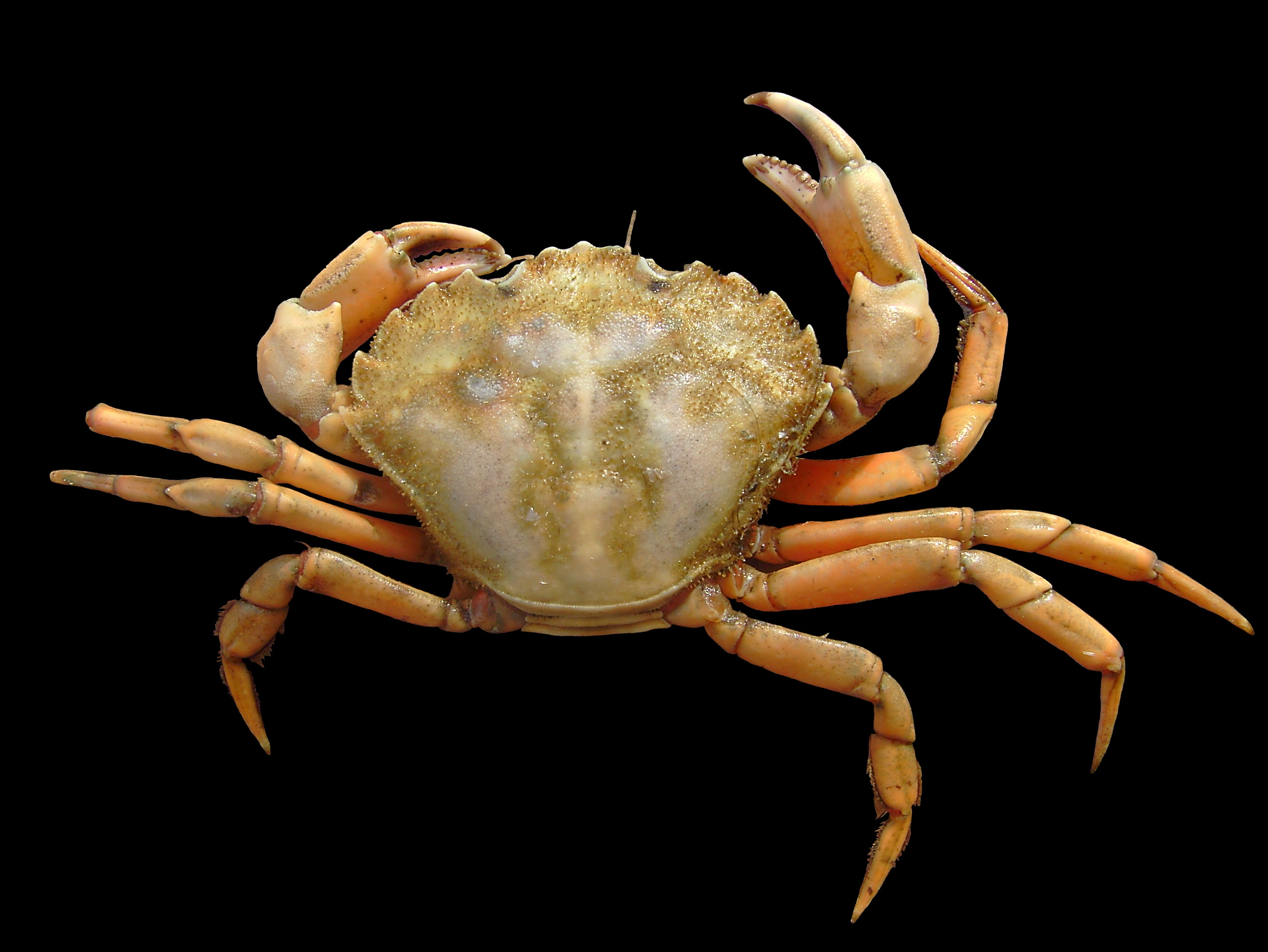
Präparat einer Strandkrabbe (Draufsicht)

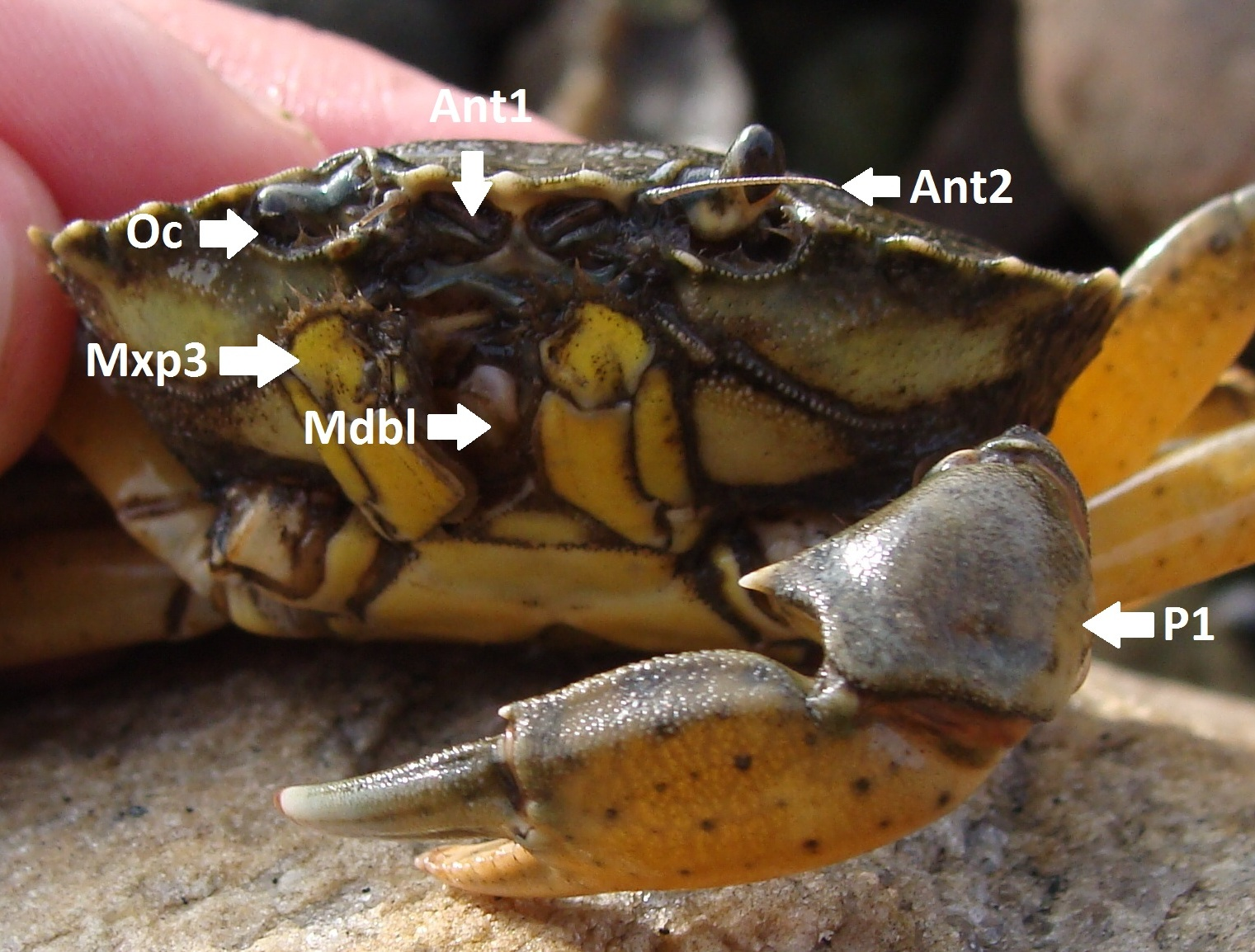
Strandkrabbe von vorne. Der rechte 3. Maxilliped (Mxp3) ist zur Seite bewegt, so dass ein Teil des Mundfeldes mit der rechten Mandibel (Mdbl) zu sehen ist. Das rechte Stielauge (Oc) ist in die Augengrube eingeklappt, die 1. Antennen (Ant1) sind in die Schutzspalten gefaltet. Gut zu erkennen ist auch die linke 2. Antenne (Ant2) und das linke Scherenbein (P1). Das rechte Scherenbein fehlt vollständig.

Junge Strandkrabbe

Strandkrabben haben die typischen äußeren Merkmale einer Krabbe. Das den gesamten Körper umgebende Exoskelett bildet einen harten Panzer und macht nahezu 40 Prozent der Körpermasse der Tiere aus. Der einteilige Rückenschild (Carapax) weist bei männlichen Tieren einen Durchmesser von bis zu 86 mm, bei weiblichen bis zu 70 mm auf. Es erreichen jedoch nur wenige Individuen diese Größe, da das Körperwachstum ab einem Carapaxdurchmesser von 60 mm mit einer abschließenden Häutung meist vorher gestoppt wird. Der Rückenschild ist an den Vorderseitenrändern gesägt mit jeweils 5 Zähnen auf jeder Seite. Im Bereich der gestielten Facettenaugen bildet der vorderste Zahn eine Grube, in der das jeweilige Auge schützend eingeklappt werden kann. Der Stirnrand besitzt drei eher abgestumpfte Zähne.

### Färbung
Die Färbung ist vor allem abhängig vom Alter und der Zeit, die seit der letzten Häutung vergangen ist. Bei Tieren, die ihre Cuticula noch regelmäßig wechseln, ist die Oberseite des Körpers meist in dunkle Grüntöne gefärbt und geht an der helleren Körperunterseite in ein mattes Gelb über. Je länger eine Krabbe ohne eine Häutung auskommt, desto eher färbt sich die Unterseite tiefrot bei entsprechend dunklerer, ins Bräunliche übergehender Oberseite, vermutlich eine Folge der mit zunehmendem Alter anhaltenden Denaturierung der Pigmente im Integument. Dies ist vor allem bei älteren Tieren der Fall, die ihre Hülle weniger häufig abstreifen oder die finale Häutung bereits durchgeführt haben. Es wird angenommen, dass bei vielen größeren Individuen der Wechsel der Cuticula außerdem hinausgezögert wird, damit eine dickere Panzerung entwickelt werden kann, was insbesondere bei den Konkurrenzkämpfen der Männchen von Bedeutung sein dürfte. Gleichzeitig nehmen bei diesen jedoch im Vergleich zu den grünlich gefärbten Artgenossen Abnutzungserscheinungen und die Besiedlung durch Seepocken zu sowie die Toleranz gegenüber veränderten Umweltbedingungen ab (wie Schwankungen des Salzgehalts im Umgebungswasser). Junge Krabben mit einer Carapaxbreite von nur einigen Millimetern unterscheiden sich in der Körperzeichnung meist deutlich von den älteren Tieren und können ihre Färbung in begrenztem Rahmen ihrer Umgebung anpassen. So weisen sie neben der grün-bräunlichen Grundfärbung oft auffällige weiße, schwarze und rote Musterungen auf, so dass sie zwischen Kieselsteinen und Fragmenten von Muschelschalen schwerer zu erkennen sind. Zudem tragen die Jungstadien immer auch für gewisse Zeit ein Muster von dunklen und hellen Bändern an den Laufbeinen. Mit zunehmendem Alter verschwindet diese farbliche Variabilität jedoch.

### Extremitäten

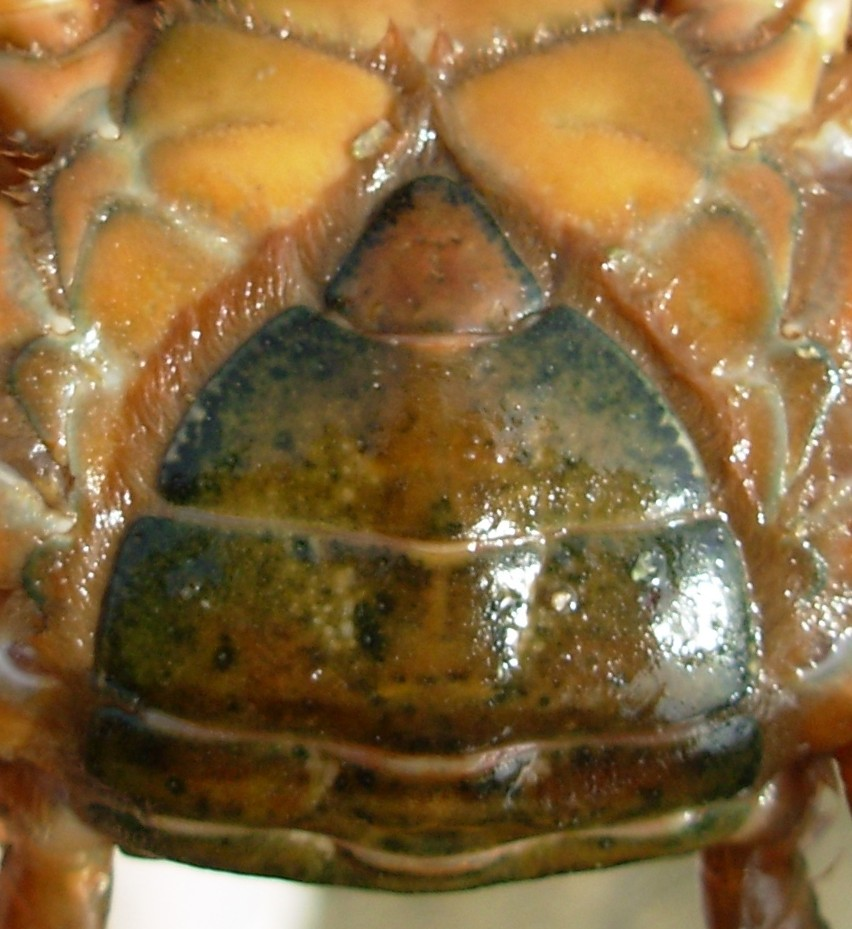
Pleon einer weiblichen Strandkrabbe

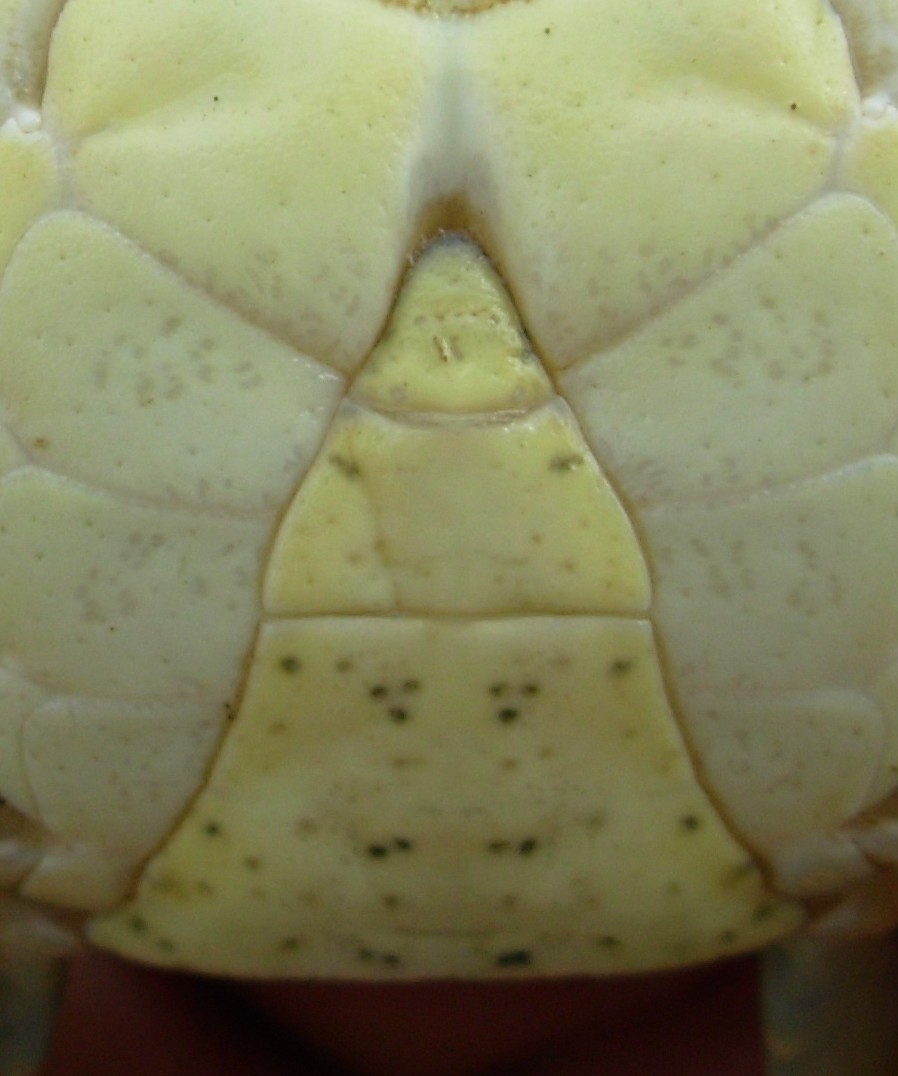
Pleon einer männlichen Strandkrabbe

Das Paar Scheren an den Scherenbeinen (umgewandeltes erstes Laufbeinpaar) ist kräftig ausgebildet. Wie bei vielen Krabben ist eine Schere meist mehr oder weniger massiger entwickelt und wird im deutschen Sprachraum häufig als „Knackschere“ bezeichnet. Die meisten Strandkrabben tragen diese an der rechten Körperseite. Es können aber auch Tiere gefunden werden, bei denen keine Knackschere ausgebildet ist, beide Scheren also gleichartig sind. Das letzte Laufbeinpaar (Peraeopoden) hat die bei Krabben übliche Form, was sie von ähnlichen Krabbenarten wie der Gemeinen Schwimmkrabbe unterscheidet. Bei diesen ist das hinterste Bein deutlich anders gestaltet und am letzten Glied paddelartig verbreitert.
Die dritten Maxillipeden bedecken im Ruhezustand das Mundfeld vollständig, so dass die übrigen fünf Mundwerkzeugpaare von außen nur zu sehen sind, wenn die dritten Maxillipeden bewegt werden, z. B. beim Fressvorgang. Die zur Geruchswahrnehmung dienenden zwei Antennenpaare sind wie bei den meisten Krabben relativ kurz. Die ersten Antennen werden schräg in die speziell dafür entwickelten Spalten geklappt.
Der Hinterleib (Pleon) des Weibchens ist rundlich und breit, beim Männchen ist es eher dreieckig und schmal. Die Segmente 3–5 sind bei letzterem miteinander verschmolzen, so dass die Segmentgrenzen nicht mehr zu sehen sind. Von der mit ihr sehr eng verwandten Art Carcinus aestuarii kann der Beobachter die Gemeine Strandkrabbe vor allem durch die Form der beim Männchen zu Begattungsorganen umgewandelten Pleopoden unterscheiden: Bei der Gemeinen Strandkrabbe sind diese gebogen, während sie bei Carcinus aestuarii eher gerade verlaufen. (Siehe hierzu auch den entsprechenden Gattungsartikel.)

## Verbreitung

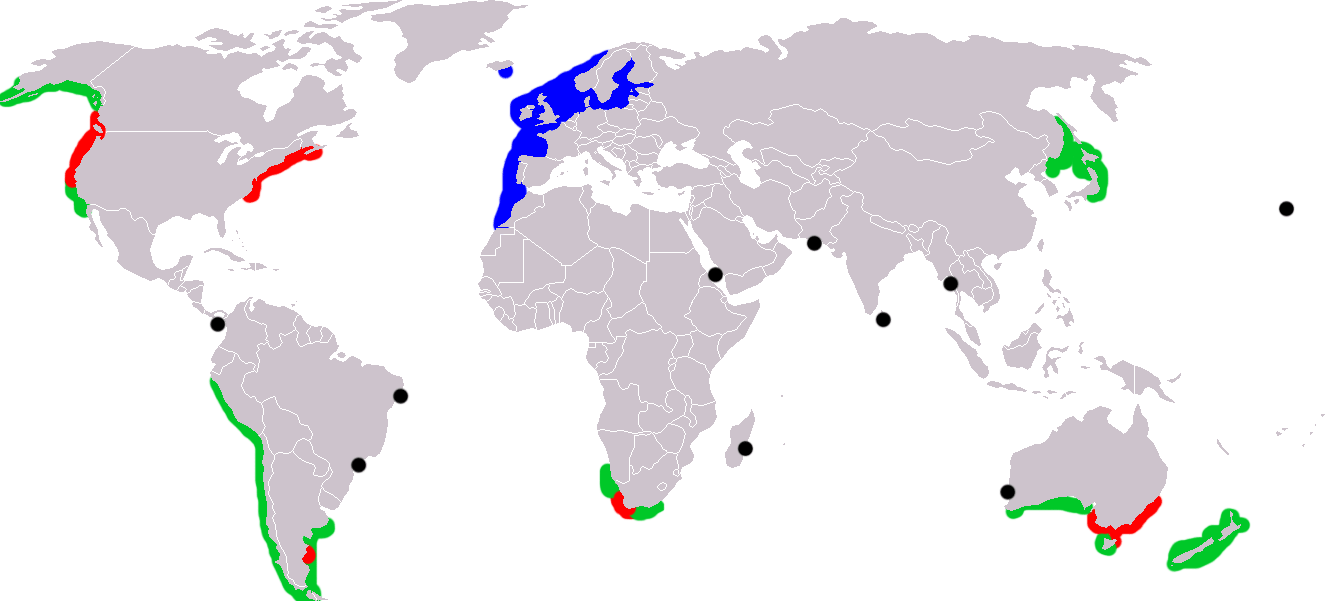
Verbreitung der Gemeinen Strandkrabbe. Blau: Heimische Verbreitung. Rot: Eingeschleppt mit invasionsartiger Vermehrung. Grün: Eingeschleppt mit potenzieller Ausbreitung. Schwarze Punkte: Weitere Sichtungen (eingeschleppt).

Das angestammte Verbreitungsgebiet der Gemeinen Strandkrabbe erstreckt sich von der Küste Nordnorwegens bis zur Atlantikküste Nordafrikas und der Küste Islands. Über weite Teile gehört sie hier zu den häufigsten Krabbenarten. Im Mittelmeer wird sie hingegen weitgehend von der eng verwandten Art Carcinus aestuarii abgelöst.

### Die Strandkrabbe als Neozoon
Man nimmt an, dass für das weltweite Vorkommen der Art unterschiedliche Verbreitungsmechanismen von Bedeutung waren. So haben wahrscheinlich die ersten Strandkrabben neue Ufer in den löchrigen Holzrümpfen von Handelsschiffen erreicht, die zwischen Europa und Nordamerika unterwegs waren. Später, als Holzschiffe für den Schiffsverkehr an Bedeutung verloren, spielten andere Mechanismen eine Rolle. Beispielsweise war eine Verbreitung zwischen den Ballastfrachten (zum Beispiel Ballastwasser) von Schiffen möglich.
Zum ersten Mal wird von Sichtungen der Strandkrabbe als Neozoon 1817 bei Massachusetts berichtet, von wo aus sie sich fast über die gesamte Ostküste Nordamerikas ausbreitete. An der Westküste der Vereinigten Staaten wurde sie 1989 entdeckt und breitete sich seitdem in 10 Jahren über 750 Kilometer entlang der Küste aus. 2003 erreichte sie die Küste Patagoniens von Südamerika.
In Australien wurde sie erstmals Ende des 19. Jahrhunderts in Port Phillip entdeckt. Seitdem erweiterte die Art ihr Verbreitungsgebiet entlang der australischen Südküste inklusive Tasmanien.
Im Jahr 1983 fand man Exemplare der Art zum ersten Mal an der Küste Südafrikas bei Kapstadt, wobei sie sich auch hier invasionsartig vermehrte und ausbreitete.
Nach Japan wurden Hybride der Gemeinen Strandkrabbe und Carcinus aestuarii, die den Formen aus der Region der Straße von Gibraltar entsprechen, eingeschleppt. Diese konnten sich hier ebenfalls fest etablieren.
Weitere Sichtungen außerhalb ihrer ursprünglichen Heimat gab es an vielen weiteren Orten, jedoch ohne dass die Krabbe hier bisher Populationen von nennenswertem Umfang entwickeln konnte. Es ist jedoch gemessen an den klimatischen und ökologischen Ansprüchen der Art wahrscheinlich, dass sie in weitere Gebiete einwandern wird. So glaubt man zum Beispiel, dass die Strandkrabbe sich im Westen Nordamerikas noch bis nach Alaska ausbreitet. Die Küsten Neuseelands sind das einzige größere potentielle Verbreitungsgebiet, das bisher von einer Einwanderung verschont geblieben ist. Die dortige Regierung hat umfassende Maßnahmen eingeleitet, um dies auch in Zukunft zu verhindern. So wurde für die Bevölkerung ein Informationsblatt veröffentlicht, um die Art schnell zu identifizieren und die zuständigen Behörden im Falle eines Fundes zu informieren.

## Lebensweise

### Lebensraum

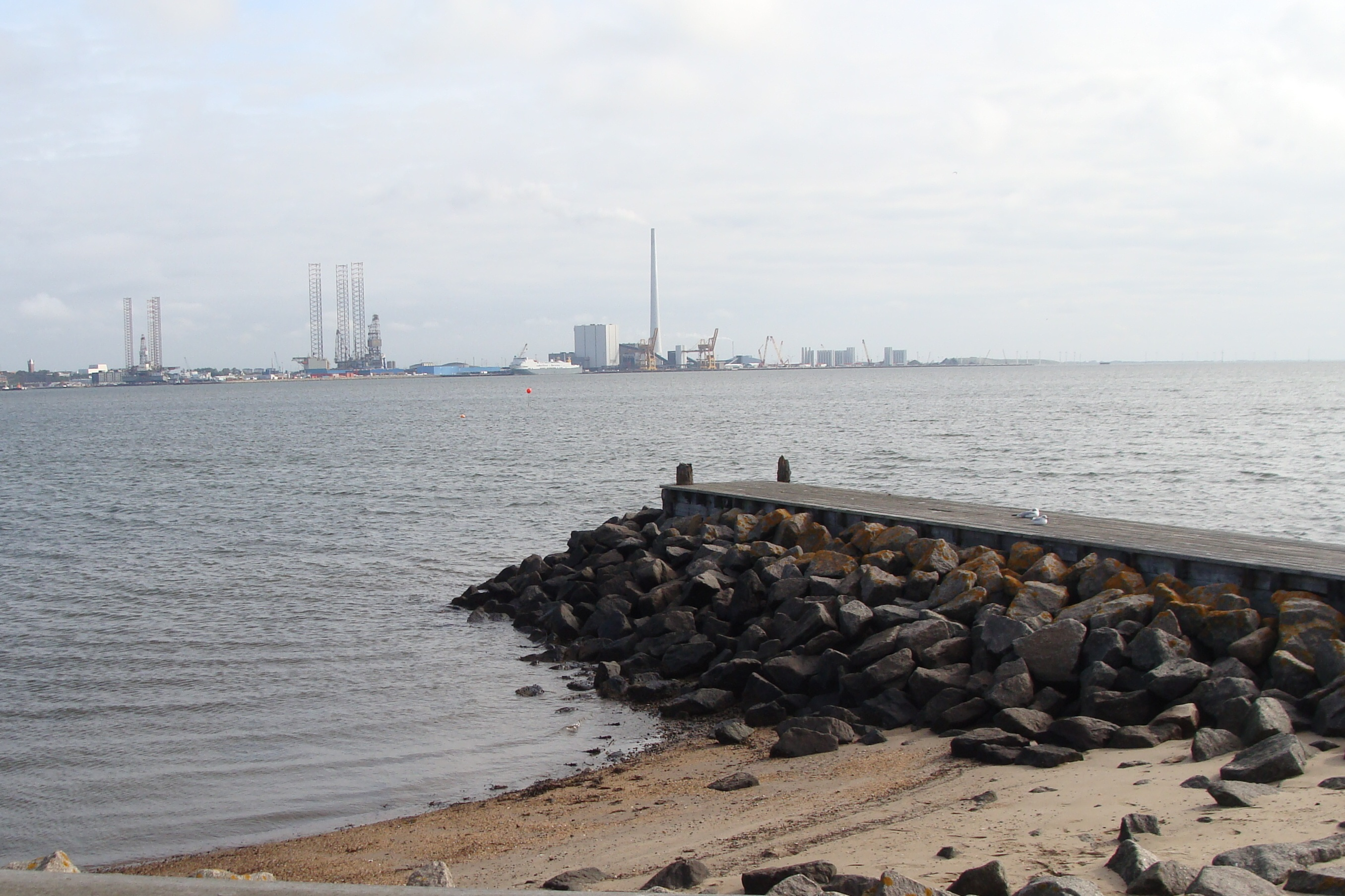
Dieser Küstenabschnitt im Wattenmeer zeigt den typischen Lebensraum der Strandkrabbe.

In Bereichen mit ausgeprägten Gezeiten kommen Strandkrabben vom oberen Gezeitenbereich, der bei Ebbe viele Stunden lang trockenfällt, bis in 60 m tiefe Gewässer vor, halten sich jedoch die meiste Zeit des Jahres über bevorzugt in flachem Wasser und Ufernähe auf. Sie besiedeln alle halbwegs geschützten Küstentypen mit nicht allzu starker Brandung und stellen keine besonderen Anforderungen an die Bodenbeschaffenheit: Strandkrabben kommen auf Sandboden ebenso vor wie auf Fels oder Schlick. Dabei treten sie oft massenhaft auf.

### Aktivitätsrhythmus und Anpassung an den Lebensraum Küste

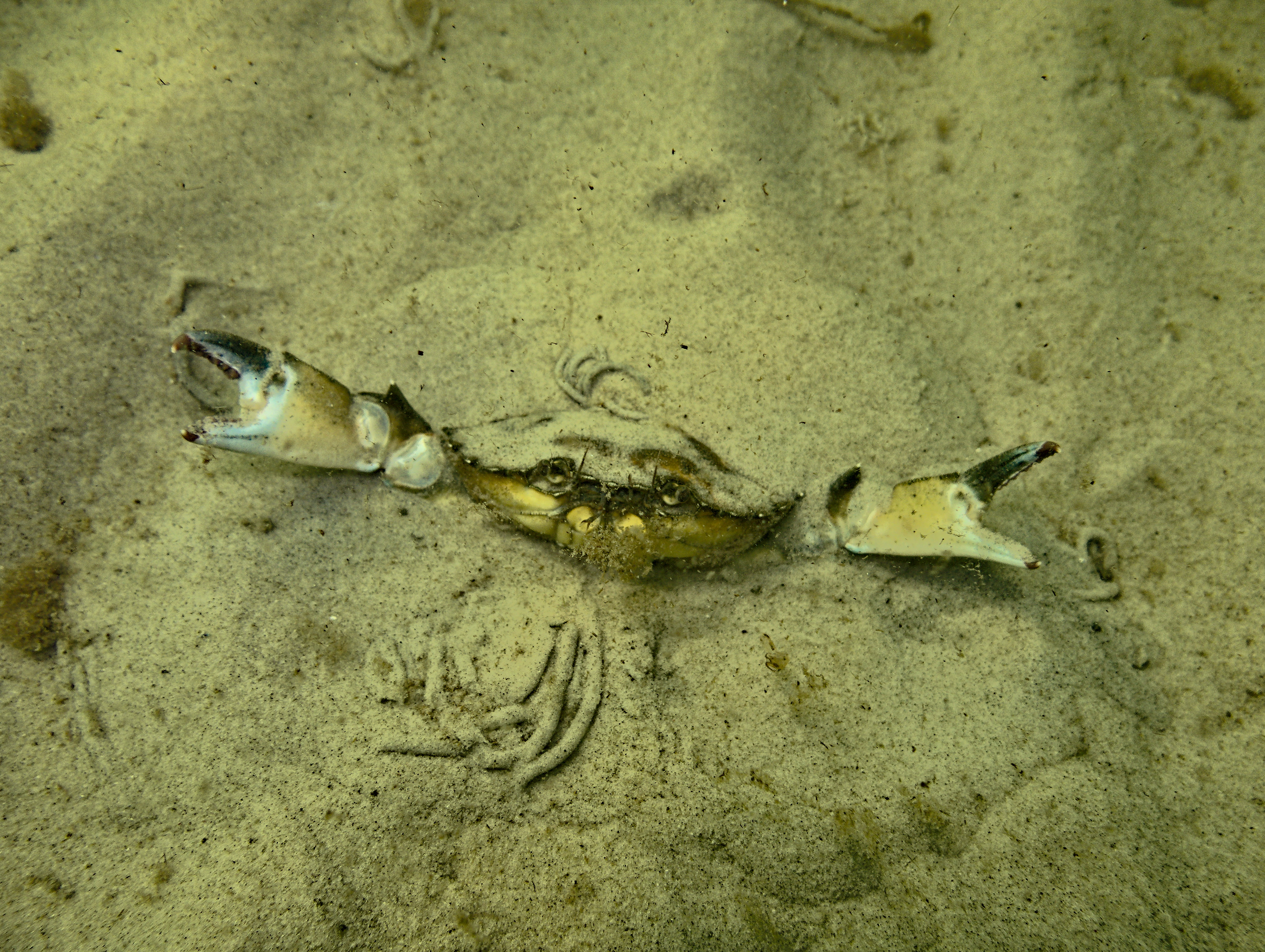
Halb vergrabene Strandkrabbe in Drohstellung

Der Aktivitätsrhythmus wird hauptsächlich von den Gezeiten und der Tageszeit bestimmt, mit höchster Aktivität bei Flut und in der Nacht. Doch gehen auch während Zeiten geringer Aktivität manche Individuen auf Nahrungssuche. Bei Ebbe wandern Strandkrabben entweder mit dem zurücklaufenden Wasser ab oder suchen sich am Strand Verstecke. So verkriechen sie sich zum Beispiel unter Steinen oder Seetangbüscheln oder graben sich in den Boden ein. Dabei überstehen sie auch ein mehrstündiges Trockenfallen unbeschadet, da die Kiemenhöhlen die Feuchtigkeit gut halten können. Anstatt eines Wasserstromes können die Krebstiere dann mit den Scaphognathiten (Strukturen der Mundwerkzeuge) einen Luftstrom erzeugen und so die Kiemen mit neuem Sauerstoff versorgen. Erkennbar ist diese Atemtätigkeit durch die Bildung von Wasserblasen vor dem Mund der Krabbe, zusammen mit einem deutlich zu hörenden blubbernden Geräusch. Besonders die jüngeren Exemplare mit bis zu 3 cm Carapaxbreite halten sich permanent am Strand auf, wo sie nur bei Flut von Wasser bedeckt sind. Bleibt ein Tier bei Ebbe in einem kleinen Gezeitentümpel zurück, so ist es einem rapide absinkenden Sauerstoffgehalt im Wasser ausgesetzt. Strandkrabben begegnen diesem Umstand mit einer speziellen Verhaltensweise, bei der sie die sich am Mund befindende Ausstromöffnung des Atemwassers oberhalb der Wasseroberfläche halten. Ab und zu wird dann der Atemstrom umgekehrt, so dass Luft in die Kiemenhöhle befördert wird, um das darin enthaltene Wasser mit neuem Sauerstoff anzureichern. In seltenen Fällen graben Strandkrabben auch Gänge in Salzmarschen, die manchmal tagelang nicht geflutet werden. Da die Luft darin kühl und feucht bleibt, überstehen sie auch diese Bedingungen.
Die Art ist euryhalin, d. h., sie kann ein breites Spektrum an unterschiedlichen Salzgehalten im Wasser tolerieren, ohne dass dabei Körperfunktionen beeinträchtigt werden. Ein Absinken des Salzgehaltes kann sie z. B. durch die aktive Aufnahme von Salzen aus dem Wasser über die Kiemen ausgleichen. Dies ermöglicht ihr auch den Aufenthalt im Brackwasser von Flussmündungen. Um den kalten Temperaturen in den Wintermonaten zu entgehen, ziehen sich Strandkrabben zu dieser Zeit vom nahen Ufer zurück und suchen tiefere Gewässer auf.

### Ernährung und Fressfeinde
Der Krebs ist in seiner Kost nicht wählerisch: Er frisst praktisch alles, was mit den Scheren überwältigt werden kann, zum Beispiel verschiedenste Weichtiere, Vielborster, Nesseltiere, Stachelhäuter, Fische und andere Krebstiere. Hartschalige Beutetiere wie Muscheln und Schnecken (Große Strandschnecke u. a.) werden vorher mit der Knackschere aufgebrochen. Strandkrabben vertilgen auch Aas und pflanzliche Kost wie Seetang. Die Art ist sehr gefräßig und kann einen starken Einfluss auf die Populationsdichten der zu ihrem Beutespektrum zählenden Tierarten haben.
Die Tiere selbst besitzen ebenfalls eine große Anzahl an Fressfeinden. So werden sie zum Beispiel von Seevögeln, Fischen und Kopffüßern gefressen und stellen für diese oft einen wichtigen Teil der Hauptbeute dar. Zur Verteidigung dienen den Krabben dabei ihre Scheren, die sie ihren Feinden drohend entgegenstrecken, doch diese häufig aufgrund des Größenunterschieds kaum verletzen können. Dabei wird oft die für Krabben typische Abwehrstellung eingenommen, bei der die Zangen weit auseinandergespreizt und beim Annähern des Feindes zusammengeschlagen werden. Einen gewissen Schutz bietet den Krebsen dabei auch ihr Panzer. Eine übliche Fluchtreaktion ist jedoch das Weglaufen, wobei möglichst rasch ein geeigneter Unterschlupf gesucht wird. Mit ihren Laufbeinen kann sie sich sowohl im Wasser als auch an Land überraschend schnell bewegen, wobei sie die für Krabben typische seitliche Fortbewegungsweise zeigt: „dwarslöper“. Bei einem Exemplar mit einer 45 mm Carapaxbreite wurde unter Wasser schon eine Laufgeschwindigkeit von bis zu 1 m/s gemessen. Außerdem können die Tiere sehr schnell die Laufrichtung ändern.

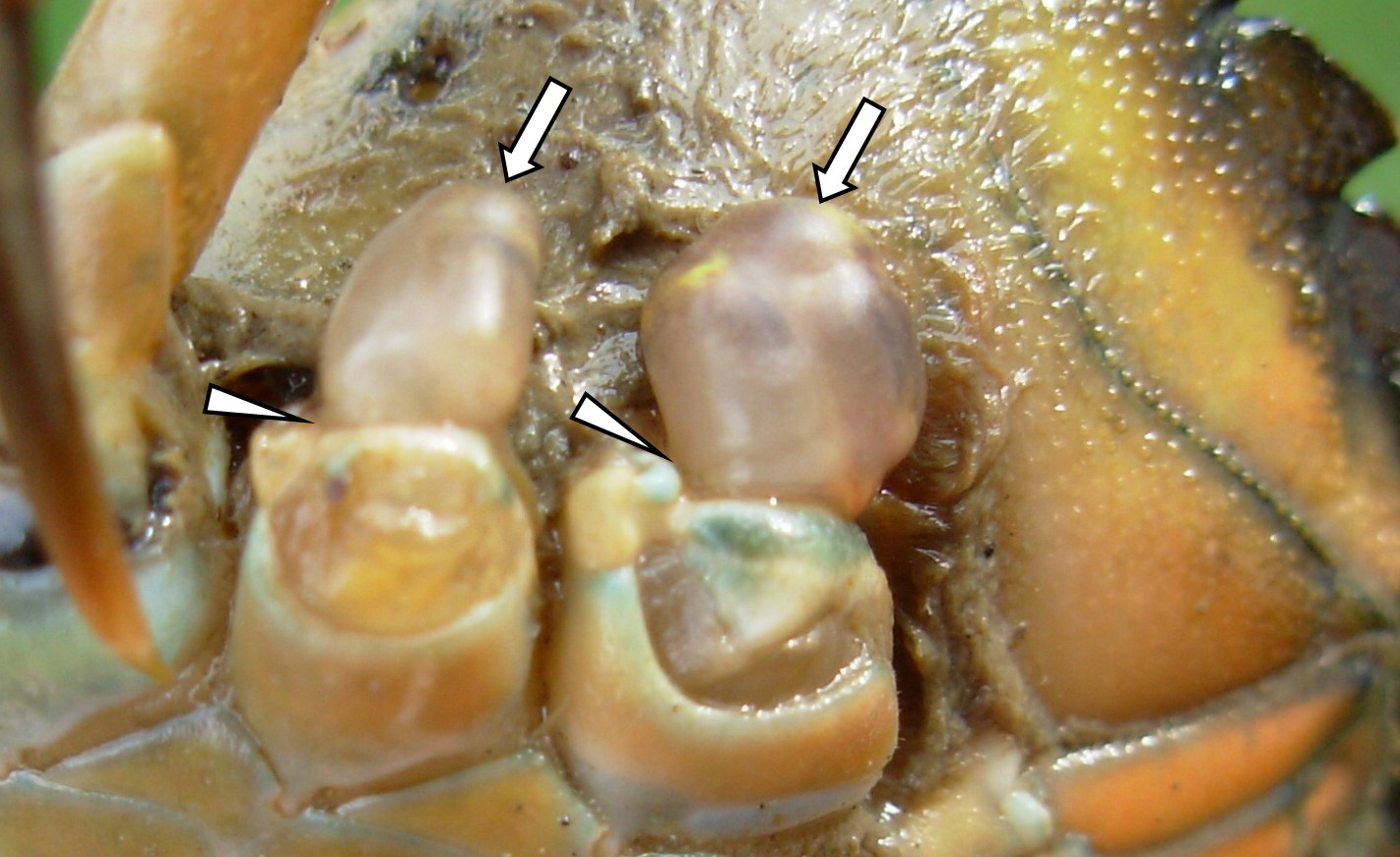
Wachstumsblasen, in denen das erste (rechter Pfeil) und das zweite (linker Pfeil) Laufbein nachwächst. Die Dreiecke deuten auf die Stellen, an denen die jeweilige Extremität abgeworfen wurde.

Strandkrabben sind wie alle Krabben zur sogenannten Autotomie befähigt, d. h., sie können Extremitäten (beispielsweise die Scherenbeine) abwerfen, falls dadurch die Flucht vor Raubfeinden ermöglicht wird oder die entsprechende Extremität beschädigt ist. Bei der Strandkrabbe ist dies häufig der Fall, so dass man regelmäßig Individuen finden kann, bei denen eine oder mehrere Extremitäten fehlen. Im Laufe mehrerer Häutungen kann diese dann nachwachsen. Geht bei der Strandkrabbe durch Autotomie einmal das Scherenbein mit der Knackschere verloren, wandelt sich die Schere des noch vorhandenen Beins im Laufe der Häutungen zu einer neuen Knackschere.

### Sozialverhalten

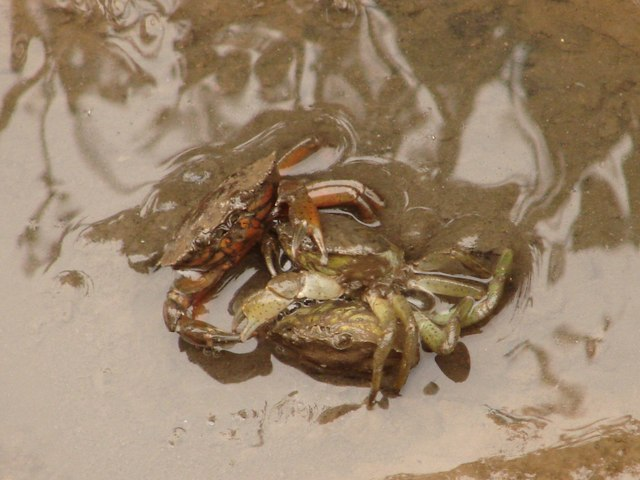
Strandkrabben kämpfen im Schlick

Untereinander zeigen Strandkrabben häufig ein aggressives Verhalten: Treffen zwei Individuen überraschend aufeinander, bedrohen sie sich oft gegenseitig. Zwischen Männchen kommt es dann nicht selten zu Kämpfen, vor allem um Zugang zu den Weibchen zu erhalten. Ernsthafte Verletzungen können sich die Tiere aufgrund ihrer Panzerung jedoch kaum zufügen. Ausnahmen sind Begegnungen zwischen Tieren mit deutlichem Größen- und Altersunterschied. Hier fressen sich Strandkrabben oft gegenseitig. Insbesondere Krebse, bei denen nach einer Häutung der Panzer noch nicht ausgehärtet ist („Butterkrebse“) sind dafür anfällig und können selbst von kleineren Artgenossen überwältigt werden. In Gebieten, in denen sich viele Jungtiere ansiedeln, scheint dieses kannibalistische Verhalten sogar die Populationsdichten zu regulieren. Ebenso häufig kann man aber Strandkrabben finden, die in ihren Verstecken der Gezeitenzone buchstäblich „aufeinandersitzen“ und sich vollkommen friedlich verhalten. Bei einer derartigen Anhäufung von Individuen wird auch eine Häutung unterdrückt, wohl um den Kannibalismus zu vermeiden.

#### Fortpflanzung und Entwicklung

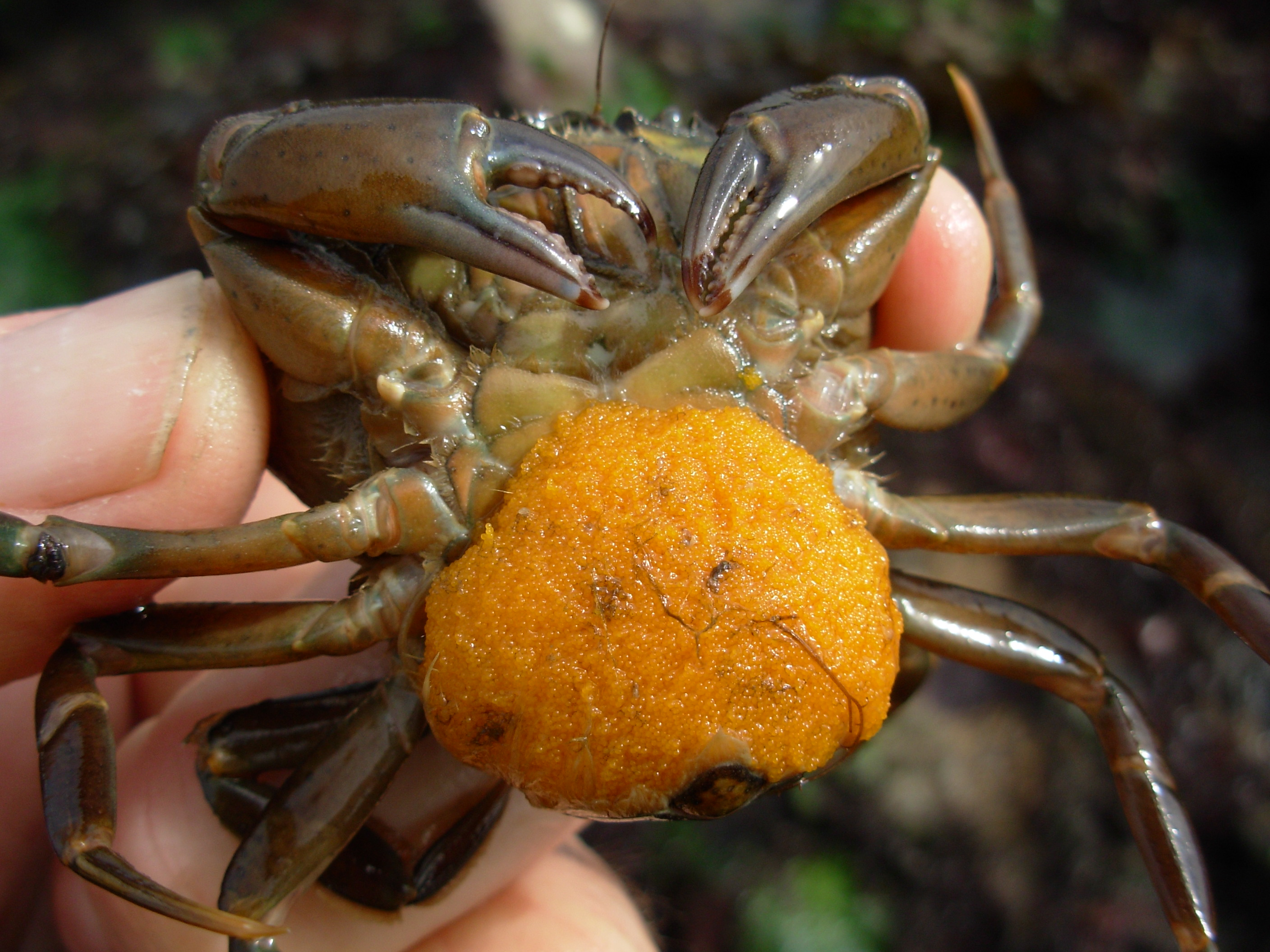
Strandkrabbenweibchen mit Eiern

Bei den Paarungszeiten gibt es angesichts des großen Verbreitungsgebiets der Strandkrabbe regionale Unterschiede. In manchen Gegenden kann man das ganze Jahr über Eier tragende Weibchen finden. Unter weniger günstigen Bedingungen gibt es definierte Paarungszeiten, in denen sich die Weibchen an bestimmten Orten sammeln, um begattet zu werden. Hier warten sie auf die Männchen, zwischen denen es dann meist zu Kämpfen kommt. Da die Begattung nur stattfinden kann, wenn sich das Weibchen häutet, tragen die Männchen ein einmal gesichertes Weibchen bis dahin mit sich herum und müssen sie eventuell nochmal vor Konkurrenten verteidigen.
Die bis zu 185.000 Eier werden von dem Weibchen in einem Ballen unter dem Pleon herumgetragen. Bei Bedrohung halten sie ihre Extremitäten nah am Körper, so dass die Laufbeine schützend über den Eiballen gelegt werden. Die Larven schlüpfen je nach Umgebungstemperatur nach bis zu vier Monaten und werden dann in das freie Wasser abgegeben. Die meisten Weibchen ziehen sich zu diesem Zweck aus den Gewässern nahe der Küste zurück bzw. verlassen das Brackwasser von Ästuaren, um die Larven in das salzige Meerwasser abzugeben. Die aus dem Ei geschlüpfte, weniger als einen Millimeter große Prezoea-Larve wandelt sich innerhalb von Minuten zur Zoea-Larve, die dann zum frei schwimmenden Plankton gehört. Nach der Häutung zur Megalopa-Larve wird sie zur kaum mehr als Millimeter breiten Jungkrabbe, die ab sofort am Boden lebt.
Wie schnell die Krabben wachsen, ist neben der Nahrungsversorgung vor allem auch temperaturabhängig. Die Geschlechtsreife wird beim Männchen bei einer Carapaxbreite zwischen 25 und 30 mm, beim Weibchen zwischen 15 und 31 mm erreicht. Das Lebensalter beträgt zwischen 5 und 10 Jahren. In Regionen mit niedriger Umgebungstemperatur wachsen Strandkrabben langsamer, erreichen die Geschlechtsreife später und haben eine höhere Lebenserwartung.

### Parasiten
Die Art gehört zu den Wirten des Parasiten Sacculina carcini, der die befallene Krabbe sterilisiert, ein weiteres Wachstum verhindert und sie so sehr schwächt, dass der Befall früher oder später zum Tod des Wirtes führt. Um die Strandkrabbe in eingeschleppten Regionen zu bekämpfen, wurde in Erwägung gezogen, den Parasiten an betroffenen Küsten Nordamerikas auszusetzen. Untersuchungen ergaben jedoch, dass dieser kein optimales Mittel zur Bekämpfung darstellt, da auch einheimische Krabben befallen werden können. Andere bekannte Parasiten sind Plattwürmer, Schnurwürmer und Asseln, die jedoch kaum erforscht sind.

## Gemeine Strandkrabbe und Mensch
Die Gemeine Strandkrabbe stellt für viele Urlauber an europäischen Küsten ein beliebtes Objekt der Tierbeobachtung dar. Werden sie aufgeschreckt, nehmen sie ihre Drohstellung ein und bäumen sich auf. Versucht man sie mit bloßen Händen zu fangen, kneifen sie oft mit ihren Scheren, was schmerzhafte, aber in der Regel ungefährliche Quetschungen oder Schnitte an der Hand verursachen kann. Weibchen sind weniger aggressiv und tendieren in solchen Fällen eher dazu, sich kompakt zu machen, vergleichbar dem Schutzreflex, den sie zeigen, während Eier unter dem Körper getragen werden.
Die häufige Art gehört zu den Small Five des Wattenmeers.

### Kulturelle Bedeutung
Obwohl sie zu den bekanntesten Krebstieren gehört, wird sie vom Menschen nur selten kulturell dargestellt. Ein Beispiel sind sich noch im Umlauf befindende isländische Münzen, die auf ihrer Rückseite eine Strandkrabbe zeigen.

### Wirtschaftliche Bedeutung
Für die kommerzielle Fischerei weltweit ist die Art bedeutungslos. Sie wird nur lokal gefangen und gegessen. Zum Beispiel gibt es nordamerikanische Restaurants, die Strandkrabben auf der Speisekarte führen. Im Großbritannien des 19. Jahrhunderts wurden sie vor allem von der ärmeren Bevölkerungsschicht entlang der Küste gegessen, doch wird auch von großen Mengen berichtet, welche auf den Londoner Märkten landeten. Heute werden sie dort jedoch eher als Angelköder verwendet. Vielerorts sind Strandkrabben beim Fischfang und der Muschel- und Krebstier-Fischerei hingegen ein unbeliebter Beifang und gelten als Schädlinge, da sie sich selber vom Fang ernähren. An der Ost- und Westküste Nordamerikas vermindern sie insbesondere die Fangquoten der ansässigen Krabbenfischer, indem sie dort beheimatete Krabbenarten verdrängen.

### Die Strandkrabbe in der Forschung
Da die Art weit verbreitet und häufig ist, eine gut zu handhabende Körpergröße aufweist und sowohl von der Lebensweise als auch von der Morphologie her ein typischer Vertreter der Krabben ist, hat sich die Gemeine Strandkrabbe seit längerem als Standardtiermodell in der Krabbenforschung etabliert. Die Bandbreite der Forschungsgebiete reicht von ökologischen und entwicklungsbiologischen Studien bis hin zu speziellen physiologischen, neurobiologischen und biochemischen Experimenten.

## Etymologie und Systematik

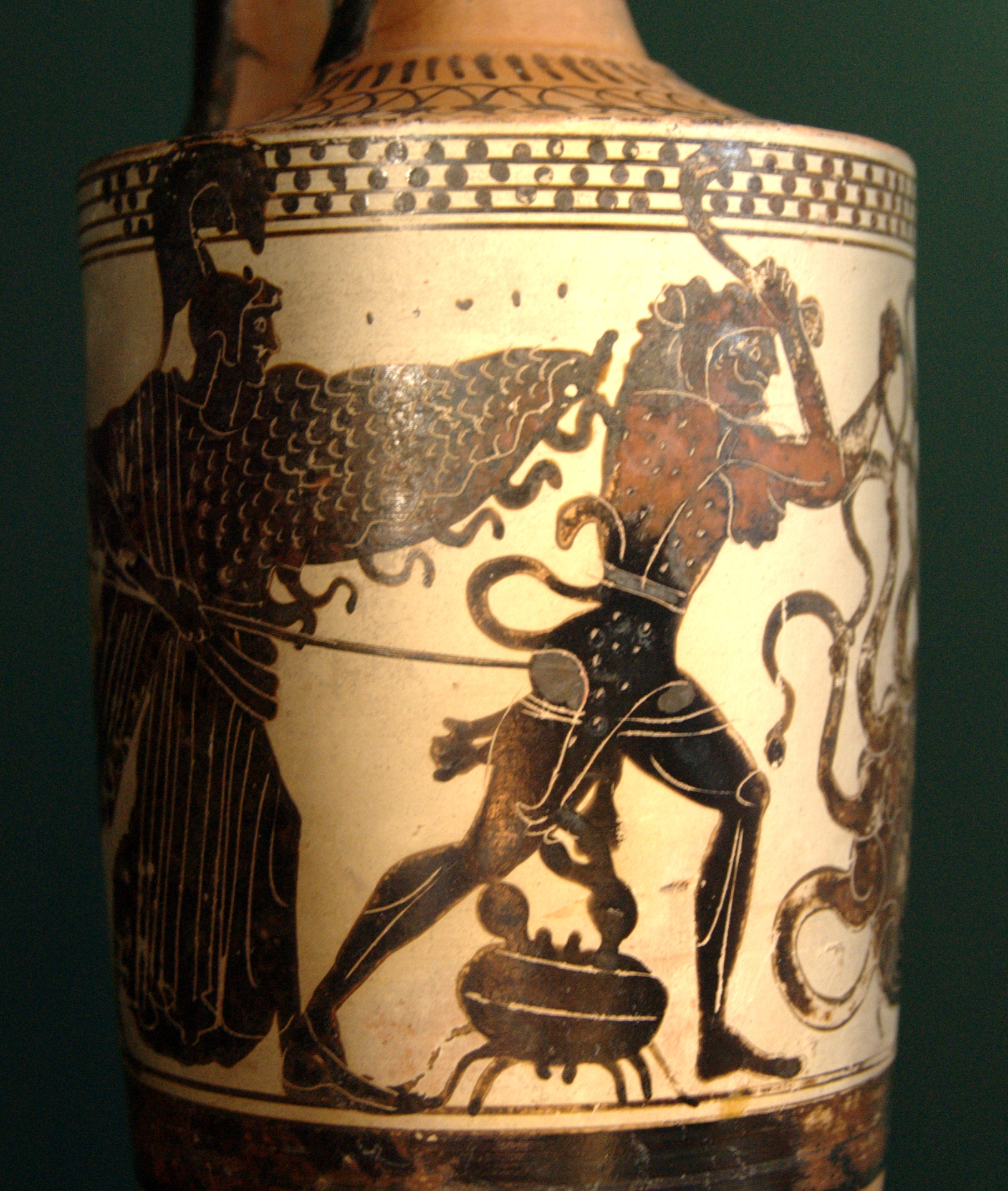
Antike griechische Vase, die den Angriff der Krabbe Karkinos auf Herakles zeigt

Die Art wurde erstmals 1758 von Carl von Linné beschrieben. Er gab ihr zunächst den wissenschaftlichen Namen Cancer maenas. Den endgültigen Gattungsnamen Carcinus gab der britische Zoologe und Meeresbiologe William Elford Leach im Jahr 1814. Er ist eine Latinisierung des griechischen Wortes „Karkinos“ (καρκίνος), was auf Deutsch einfach Krebs oder Krabbe bedeutet. Karkinos ist auch der Name eines Krebses aus der griechischen Mythologie, der ein Mitstreiter der Hydra beim Kampf gegen Herakles ist. Das Epitheton maenas leitet sich von den Mänaden (lat. sg. maenas, -adis) ab, ein antiker Frauenkult, der den griechischen Gott Dionysos verehrte.
Innerhalb der Krabben wird die Art der Gattung Carcinus in der Familie der Carcinidae MacLeay, 1838 zugeordnet und ist deren Typusart. Die Carcinidae bilden mit sechs anderen Familien die Überfamilie Portunoidea. Ihre Monophylie wurde, in modifizierter Abgrenzung, durch genetische Untersuchungen bestätigt. Die Gattung Carcinus umfasst in aktueller Abgrenzung nur noch die beiden rezenten Arten Carcinus maenas und Carcinus aestuarii. Fossil wurde eine weitere Art, Carcinus minor Rathbun 1926 aus eozänen Sedimenten des amerikanischen Bundesstaates Washington beschrieben, deren Status aber zu überprüfen ist.
Bei einer Untersuchung möglicher genetischer Populationsunterschiede innerhalb der Art erwies sich diese genetisch über Tausende von Kilometer Küstenlinie als bemerkenswert einheitlich, lediglich die Randpopulationen (aus Schweden bzw. Marokko) zeigten eine geringfügige Aufspaltung an. Grund für die geringe Differenzierung könnten die als Plankton lebenden Larven, in Verbindung mit hohen Populationsgrößen, sein.

### Buchliteratur
- P. Brohmer (Begr.), M. Schaefer: Brohmer, Fauna von Deutschland: ein Bestimmungsbuch unserer heimischen Tierwelt. 21. Auflage. Quelle und Meyer Verlag, Wiebelsheim 2002, ISBN 3-494-01326-8.
- A. Kaestner (Begr.), H.-E. Gruner: Lehrbuch der speziellen Zoologie. Band 1: Wirbellose Tiere. Teil 4: Arthropoda (ohne Insecta). Gustav Fischer Verlag, Jena / Stuttgart / New York 1993, ISBN 3-334-60404-7.
- G. Quedens: Strand und Wattenmeer: Tiere und Pflanzen an Nord- und Ostsee; ein Biotopführer. 7. Auflage. BLV Verlagsgesellschaft, München 1998, ISBN 3-405-15108-2.
- V. Storch, U. Welsch: Systematische Zoologie. 6. Auflage. Spektrum Akademischer Verlag, 2003, ISBN 3-8274-1112-2.
- V. Storch, U. Welsch: Kükenthal - Zoologisches Praktikum. 26. Auflage. Spektrum Akademischer Verlag, 2009, ISBN 978-3-8274-1998-9.

### Wissenschaftliche Publikationen

#### Allgemeine Biologie
- N. J. Abby-Kalio, G. F. Warner: Heterochely and handedness in the shore crab Carcinus maenas Linnaeus, 1758 (Crustacea : Decapoda : Brachyura). In: Zoological Journal. Band 96, Nr. 1 1989, S. 19–26.
- M. Berrill: The Life Cycle of the Green Crab Carcinus maenas at the Northern End of Its Range. In: Journal of Crustacean Biology. Band 2, Nr. 1, 1982, S. 31–39.
- S. Bjarne, B. Styrishave, K. Rewitz, O. Andersen: Frequency of moulting by shore crabs Carcinus maenas (L.) changes their colour and their success in mating and physiological performance. In: Journal of Experimental Marine Biology and Ecology. Band 313, Nr. 2, 2004, S. 317–336.
- G. W. Bryan: The accumulation of radioactive caesium in crabs. (PDF; 7,2 MB). In: Journal of the Marine Biological Association of the United Kingdom. Band 41, Nr. 3, 1961, S. 551–575.
- J. H. Crothers: The biology of the shore crab Carcinus maenas (L.), 1. The background - anatomy, growth and life history. (PDF; 1,6 MB). In: Field Studies. Band 2, Nr. 1, 1967, S. 407–434.
- J. H. Crothers: The biology of the shore crab Carcinus maenas (L.), 2. The life of the adult crab. (PDF; 1,7 MB). In: Field Studies. Band 2, Nr. 1, 1968, S. 597–614.
- R. R. Dawirs: Influence of limited food supply on growth and elemental composition (C, N, H) of Carcinus maenas (Decapoda) larvae, reared in the laboratory1. (PDF; 630 kB). In: Marine Ecology - Progress Series. Band 31, Nr. 1, 1986, S. 301–308.
- J. H. R. Goddard, M. E. Torchin, A. M. Kuris, K. D. Lafferty: Host specificity of Sacculina carcini, a potential biological control agent of introduced European green crab Carcinus maenas in California. Band 7, Nr. 6, 2005, S. 895–912.
- P. J. Hogarth: Variation in the carapace pattern of juvenile Carcinus maenas. In: Marine Biology. Band 44, Nr. 4, 1978, S. 337–343.
- G. I. van der Meeren: Sex- and size-dependent mating tactics in a natural population of shore crabs Carcinus maenas. In: Journal of Animal Ecology. Band 63, Nr. 1, 1994, S. 307–314.
- P. O. Moksnes, L. Pihl, J. Van Montfrans: Predation on postlarvae and juveniles of the shore crab Carcinus maenas: importance of shelter, size and cannibalism. (PDF; 1,6 MB). In: Marine Ecology Progress Series. Band 166, Nr. 2, 1998, S. 211–225.
- H. J. Pynn: Chela dimorphism and handedness in the shore crab Carcinus maenas. (PDF; 1,1 MB). In: Field Journal. Band 1, Nr. 1, 1998, S. 334–353.
- D. G. Reida, P. Abellób, M. J. Kaiserc, C. G. Warmand: Carapace Colour, Inter-moult Duration and the Behavioural and Physiological Ecology of the Shore Crab Carcinus maenas. In: Estuarine, Coastal and Shelf Science. Band 44, Nr. 2, 1997, S. 203–211.
- B. B. Styrishave, K. Rewitz, O. Andersen: Frequency of moulting by shore crabs Carcinus maenas (L.) changes their colour and their success in mating and physiological performance. In: Journal of Experimental Marine Biology and Ecology. Band 313, Nr. 2, 2004, S. 317–336.
- J. W. Ropes: The Feeding habits of the green crab Carcinus maenas (L.). (PDF; 2,2 MB). In: Fishery Bulletin. Band 67, Nr. 2, 1968, S. 183–203.
- S. B. Yamada, L. Hauck: Field identification of the European green crab species: Carcinus maenas and Carcinus aestuarii. In: Journal of Shellfish Research. Band 20, Nr. 3, 2001, S. 905–909.

#### Neozoon-Problematik
- T. J. Carlton, A. N. Cohen: Episodic global dispersal in shallow water marine organisms: the case history of the European shore crabs Carcinus maenas and C. aestuarii. In: Journal of Biogeography. Band 30, 2003, S. 1809–1820. doi:10.1111/j.1365-2699.2003.00962.x
- E. D. Grosholz, G. M. Ruiz: Spread and potential impact of the recently introduced European green crab, Carcinus maenas, in central California. In: Marine Biology. Band 122, Nr. 2, 1995, S. 239–247. doi:10.1007/BF00348936
- E. D. Grosholz, G. M. Ruiz: Predicting the impact of introduced marine species: Lessons from the multiple invasions of the European green crab Carcinus maenas. (PDF; 791 kB). In: Biological Conservation. Band 78, Nr. 1–2, 1996, S. 59–66.
- E. D. Grosholz: Recent biological invasion may hasten invasional meltdown by accelerating historical introductions. In: PNAS. Band 102, Nr. 4, 2005, S. 1088–1091.
- F. J. Hidalgo, P. J. Barón, J. M. (L.) Orensanz: A prediction come true: the green crab invades the Patagonian coast. In: Biological Invasions. Band 7, Nr. 3, 2005, S. 547–552.
- G. Klassen, A. Locke: A biological synopsis of the European green crab, Carcinus maenas. (PDF; 371 kB). In: Canadian Manuscript Report of Fisheries and Aquatic Sciences. Nr. 2818, 2007.
- P. S. McDonald, G. C. Jensen, D. A. Armstrong: The competitive and predatory impacts of the nonindigenous crab Carcinus maenas (L.) on early benthic phase Dungeness crab Cancer magister. In: Journal of Experimental Marine Biology and Ecology. Band 258, Nr. 1, 2001, S. 39–54.
- G. Miron, D. Audet, T. Landry, M. Moriyasu: Predation potential of the invasive green crab (Carcinus maenas) and other common predators on commercial bivalve species found on Prince Edward island. In: Journal of Shellfish Research. Band 24, Nr. 2, 2005, S. 579–586.
- R. Thresher, C. Proctor, G. Ruiz, R. Gurney, C. MacKinnon, W. Walton, L. Rodriguez, N. Bax: Invasion dynamics of the European shore crab, Carcinus maenas, in Australia. (PDF; 356 kB). In: Marine Biology. Band 142, Nr. 5, 2003, S. 867–876.

#### Systematik
- K. M. Hardy, S. C. Lema, S. T. Kinsey: The metabolic demands of swimming behavior influence the evolution of skeletal muscle fiber design in the brachyuran crab family Portunidae. In: Marine Biology. Band 157, Nr. 2, 2010, S. 221–236. doi:10.1007/s00227-009-1301-3
- H. Karasawa, C. E. Schweitzer, R. M. Feldmann: Revision of Portunoidea Rafinesque, 1815 (Decapoda: Brachyura) with emphasis on the fossil genera and families. In: Journal of Crustacean Biology. Band 28, Nr. 1, 2008, S. 82–127.
- P. K. L. Ng, D. Guinot, P. J. F. Davie: Systema Brachyurorum: Part 1. An Annotated checklist of extant Brachyuran crabs of the world. (PDF; 8,2 MB). In: Raffles Bulletin of Zoology. Nr. 17, 2008.
- C. D. Schubart, S. Reuschel: A proposal for a new classification of Porlunoideaand Cancroidea (Brachyura: Heterotremata) based on two independent molecular phylogenies. In: Decapod Crustacean Phylogenetic. Band 18, 2009, S. 533–550.
- V. A. Spiridonov, T. V. Neretina, D. Schepetov: Morphological characterization and molecular phylogeny of Portunoidea Rafinesque, 1815 (Crustacea Brachyura): Implications for understanding evolution of swimming capacity and revision of the family-level classification. In: Zoologischer Anzeiger - A Journal of Comparative Zoology. Band 253, Nr. 5, 2014, S. 404–429.